# Arévalo (stacja kolejowa)
Arévalo (hiszp. Estación de Arévalo) – stacja kolejowa w miejscowości Arévalo, w prowincji Ávila, we wspólnocie autonomicznej Kastylia i León, w Hiszpanii. Jest obsługiwana przez pociągi Media Distancia (średniego zasięgu) Renfe i pociągi towarowe. Jest także jedyną czynną stacją między Ávila i Medina del Campo.

## Położenie
Znajduje się na 170,966 km linii Madryt – Hendaye, na wysokości 831 m n.p.m..

## Historia
Stacja została otwarta 25 listopada 1863 wraz z uruchomieniem odcinka Sanchidrián – Medina del Campo linii Madryt – Hendaye. Jej uruchomienie zostało powierzone Compañía de los Caminos de Hierro del Norte de España, która zarządzała linią, dopóki nie została znacjonalizowana w 1941 roku i włączone do nowo utworzonego RENFE. Od 31 grudnia 2004 Renfe Operadora obsługuje linię, podczas gdy Adif jest właścicielem obiektów kolejowych.

## Linie kolejowe
- Madryt – Hendaye